# Ugo da Carpi
Ugo da Carpi (c. 1455 — c. 1523) foi um pintor e gravurista do Maneirismo italiano. 
É mais lembrado por suas cópias de obras célebres em xilogravura, onde aperfeiçoou a técnica para que apresentasse efeitos de chiaroscuro, usando várias matrizes. Pode ter-se inspirado nos trabalhos em aquarela de Parmigianino para desenvolver a técnica.